# Jean-François Chaumont
Pour les articles homonymes, voir Chaumont.
Jean-François Chaumont est un homme politique français né le 9 mars 1744 à Saint-Malo (Ille-et-Vilaine) et décédé le 3 février 1828 à Bessancourt (Val-d'Oise).

## Biographie
Fils de de Jean Chaumont et Françoise Treboinel, notaire à Rennes, il devient président du district de Saint-Malo et commandant de la garde nationale. Il est député d'Ille-et-Vilaine à la Convention, siège avec la Montagne et vote la mort de Louis XVI.

## Sources
- « Jean-François Chaumont », dans Adolphe Robert et Gaston Cougny, Dictionnaire des parlementaires français, Edgar Bourloton, 1889-1891 [détail de l’édition]